# Gatos viejos
Gatos viejos es una película chilena de 2010. Dirigida y escrita por Sebastián Silva y Pedro Peirano. En 2013 obtiene el premio Altazor al guion y mejor actriz, por la actuación de Bélgica Castro

## Sinopsis
Isidora (Bélgica Castro) y Enrique (Alejandro Sieveking) son una anciana pareja que vive en un céntrico departamento de Santiago. Ella ha comenzado a evidenciar síntomas del Alzheimer. Su hija Rosario (Claudia Celedón) va a visitarla junto a su novia Hugo (Catalina Saavedra), lo cual provocará una sucesión de divertidas y dramáticas situaciones.

## Elenco
- Bélgica Castro - Isadora
- Alejandro Sieveking - Enrique
- Claudia Celedón - Rosario
- Catalina Saavedra - Hugo (Beatriz)
- Alejandro Goic - Manuel
- Alicia Rodríguez - Valentina
- Diego Casanueva - Chico abeja

## Premios
Selección Oficial
- Festival de Cine de Sundance[1]
- Festival Internacional de Cine de Cartagena[2]
- Festival Internacional de Cine de Valdivia

Premios
- Festival Internacional de Cine de Cartagena: Mejor actriz (Claudia Celedón)
- Premio Pedro Sienna: Mejor guion (Pedro Peirano y Sebastián Silva)
- Premio Pedro Sienna: Mejor actriz (Bélgica Castro)
- Premio Pedro Sienna: Mejor actriz de reparto (Claudia Celedón)